# Diecéze Atakpamé
Diecéze Atakpamé je římskokatolická diecéze nacházející se v Togu.

## Území
Zahrnuje území města Atakpamé, kde se nachází hlavní chrám, katedrála Panny Marie od Největší Trojice.
Biskupským sídlem je město Atakpamé.

## Historie
Diecéze byla zřízena 29. září 1964 bulou Quod Sacra papeže Pavla VI. z části území arcidiecéze Lomé.

## Seznam biskupů
- Bernard Oguki-Atakpah (1964–1976)
- Philippe Fanoko Kossi Kpodzro (1976–1992)
- Julien Mawule Kouto (1993–2006)
- Nicodème Anani Barrigah-Benissan (2008–2019)
  - sede vacante (2019–2022)
- Moïse Touho (od 2022)